# Give Me Convenience or Give Me Death
Give Me Convenience or Give Me Death (estilizado como Give me convenience OR give me death) es el segundo álbum recopilatorio de la banda estadounidense de hardcore punk Dead Kennedys. Fue lanzado en junio de 1987 a través del sello discográfico Alternative Tentacles del líder de la banda, Jello Biafra.

## Antecedentes y composición
El álbum consta de canciones (o, en algunos casos, diferentes versiones de canciones) que no se publicaron en los álbumes de estudio de la banda. La versión original en vinilo tenía las pistas 16 y 17 en un disco flexible adicional. El álbum fue certificado Disco de oro tanto por la British Phonographic Industry (BPI) como por la Recording Industry Association of America (RIAA) en diciembre de 2007.
El título es una obra de teatro sobre el ultimátum de Patrick Henry, «Give me liberty, or give me death!», y pretende ser un comentario sobre el consumismo estadounidense. Give Me Convenience or Give Me Death fue el último álbum de Dead Kennedys cuya producción aprobó Jello Biafra, lo que también lo llevó a ser el último álbum lanzado a través de Alternative Tentacles.
El álbum incluye «Pull My Strings», que se tocó solo una vez el 25 de marzo de 1980, cuando Dead Kennedys fue invitado a actuar en los Bay Area Music Awards frente a los grandes de la industria de la música para darle al evento algo de «credibilidad new wave». La banda pasó el día del show practicando «California Über Alles», la canción que les pidieron tocar. Aproximadamente 15 segundos después de la canción, Jello Biafra dijo: «¡Espera! Tenemos que demostrar que ahora somos adultos. No somos una banda de punk rock, somos una banda de new wave».
La banda, que vestía camisas blancas con una gran S negra pintada en el frente, se quitó lazos negros de la nuca para formar un signo de dólar y luego comenzó a tocar «Pull My Strings», un ataque satírico a la ética de la industria de la música convencional. La canción también hace referencia al mayor éxito de The Knack, «My Sharona». La canción nunca se grabó en el estudio, pero esta interpretación, la única vez que se tocó la canción, se incluyó en el álbum.
También se incluye «Night of the Living Rednecks», que se grabó durante un espectáculo en Portland, Oregón, en 1979. East Bay Ray rompió una cuerda de su guitarra cuando la banda terminó su canción «Chemical Warfare». Para pasar el tiempo durante las reparaciones de la guitarra, Jello Biafra decidió contar una historia, acompañado de un instrumental estilo jazz del resto de la banda, sobre cómo en el último viaje que la banda hizo a Portland, tuvo un enfrentamiento con algunos «tontos niños ricos» en un «automóvil Hot Wheels de tamaño real», que lo involucró arrojando una piedra a su vehículo después de que lo rociaron con agua y luego escondiéndose en una cabina telefónica cuando tomaron represalias. 

## Lista de canciones
| CD / Vinilo |                                          |                                   |                                                      |          |  |
| N.º         | Título                                   | Letras                            | Aparición original                                   | Duración |  |
| 1.          | «Police Truck»                           | Jello Biafra, East Bay Ray        | Holiday in Cambodia                                  | 2:27     |  |
| 2.          | «Too Drunk to Fuck»                      | Biafra                            | Too Drunk to Fuck                                    | 2:42     |  |
| 3.          | «California Über Alles» (single version) | Biafra, John Greenway             | California Über Alles                                | 3:28     |  |
| 4.          | «The Man with the Dogs»                  | Biafra                            | California Über Alles                                | 3:04     |  |
| 5.          | «Insight»                                | Biafra                            | Kill the Poor                                        | 1:42     |  |
| 6.          | «Life Sentence»                          | Biafra                            | Bleed for Me                                         | 2:41     |  |
| 7.          | «A Child and His Lawnmower»              | Biafra                            | Not So Quiet on the Western Front                    | 0:57     |  |
| 8.          | «Holiday in Cambodia» (single version)   | Dead Kennedys                     | Holiday in Cambodia                                  | 3:46     |  |
| 9.          | «I Fought the Law»                       | Sonny Curtis, nueva letra: Biafra | Play New Rose for Me – Rose 100                      | 2:21     |  |
| 10.         | «Saturday Night Holocaust»               | Dead Kennedys                     | Halloween                                            | 4:21     |  |
| 11.         | «Pull My Strings» (vivo)                 | Biafra, Bruce Slesinger           | 25 de marzo de 1980 – Bay Area Music Awards          | 5:47     |  |
| 12.         | «Short Songs» (vivo)                     | 6025                              | Can You Hear Me? Music from the Deaf Club            | 0:29     |  |
| 13.         | «Straight A's» (vivo)                    | Biafra, 6025                      | Can You Hear Me? Music from the Deaf Club            | 2:15     |  |
| 14.         | «Kinky Sex Makes the World Go 'Round»    | Dead Kennedys                     | Wargasm                                              | 4:17     |  |
| 15.         | «The Prey»                               | Biafra, Ray                       | Too Drunk to Fuck                                    | 3:50     |  |
| 16.         | «Night of the Living Rednecks» (vivo)    | Biafra, Flouride, Ted             | 19 de noviembre de 1979 – Earth Tavern, Portland, OR | 5:14     |  |
| 17.         | «Buzzbomb from Pasadena»                 | Biafra, Ray                       |                                                      | 2:22     |  |
| 51:26       |                                          |                                   |                                                      |          |  |

## Personal
| Dead Kennedys - Jello Biafra – voz, productor, diseño de arte, compilador - East Bay Ray – guitarra, echoplex, productor, mezclas - Klaus Flouride – bajo, coros - Ted – batería (tracks 1, 2, 3, 4, 5, 8, 11, 12, 13, 16), diseño de arte - D.H. Peligro – batería, coros (tracks 6, 7, 9, 10, 14, 15, 17) - 6025 – guitarra rítmica (tracks 12, 13) Músicos adicionales - Ninotchka (Therese Soder) – coros en «Insight» | Producción - Thom Wilson – productor - Geza X – productor, coros - Norm – productor - Elliot Mazer – productor - Jim Keylor – ingeniero - John Cuniberti – productor, ingeniero - Oliver Dicicco – mezclas, ingeniero - Pippin Youth – mezclas - Dee Dee Graves – diseño de arte - Winston Smith – diseño de arte - Jayed Scotti – artista |